# أول كريستيان وندل
أول كريستيان وندل (بالنرويجية البوكمول: Ole Christian Wendel)‏ هو متزحلق نوردي مزدوج نرويجي، ولد في 24 يناير 1992 في أوسلو في النرويج.

## وصلات خارجية
- أول كريستيان وندل على موقع الاتحاد الدولي للتزلج (القفز التزلجي) (الإنجليزية)
- أول كريستيان وندل على موقع الاتحاد الدولي للتزلج (التزلج النوردي المزدوج) (الإنجليزية)